# Trafalgar, Dominica
Trafalgar este un oraș din Dominica.